# 위키백과 표절
온라인 백과사전 위키백과의 기여자들은 저작자가 제공되는 한 재사용을 허용하는 크리에이티브 커먼즈 라이선스에 따라 제출된 콘텐츠에 라이선스를 부여한다. 그러나 사람들이 필요한 출처를 밝히지 않고 위키백과의 자료를 자신의 작품인 것처럼 가장하려는 경우가 많이 있었다. 이러한 표절은 크리에이티브 커먼즈 라이선스를 위반하는 것이며, 발견될 경우 당혹감, 직업적 제재 또는 법적 문제의 원인이 될 수 있다.
교육 환경에서 학생들은 때때로 수업 과제를 수행하기 위해 위키백과의 내용을 복사한다. Turnitin의 2011년 연구에 따르면 위키백과는 중등교육 및 고등교육 학생 모두가 가장 많이 복사한 웹사이트였다.

## 저명한 예시
- 엘스비어는 위키백과의 많은 구절을 표절했다는 이유로 2020년 도서를 철회했다.
- 오성운동 (이탈리아의 정당)
- 제인 구달
- 미셸 우엘베크
- 국제 바칼로레아는 위키백과의 기밀 심사관 채점 가이드를 복사한 혐의로 기소되었다.
- 존 매케인
- 오카야마현의회
- 옥스퍼드 대학교 출판부
- 랜드 폴
- 펜타곤
- 샌타클래라군 그랜트 작가

## 같이 보기
- 순환인용